# Zweden op het Eurovisiesongfestival 1961
Zweden deed mee aan het Eurovisiesongfestival 1961, gehouden  in Luxemburg. Het was de vierde deelname van het land.

## Melodifestivalen 1961

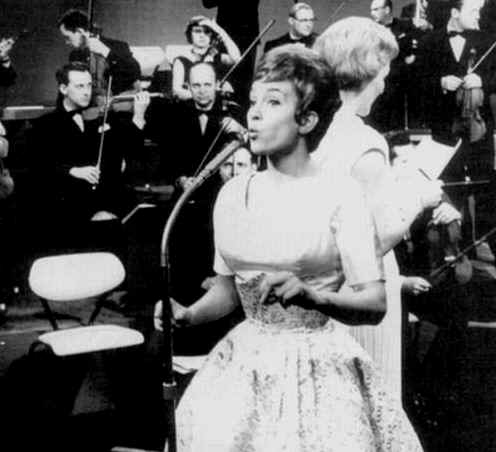
Siw Malmkvist zingt April, april op Melodifestivalen 1961.

Melodifestivalen 1961 was de Zweedse preselectie voor het eurovisiesongfestival van dat jaar. Het was de derde keer dat deze wedstrijd werd gehoude. De zanger zong met een groot orkest en de ander met een combo. Er werden 550 liedjes ingestuurd. Een jury koos de winnaar. Voor Siw Malmkvist was het al de 2de overwinning, maar net zoals de vorige keer zou ze uiteindelijk niet op het songfestival staan. Tijdens het liedje April, April moest er namelijk gefloten worden en dat kon Siw niet zonder telkens in lachen uit te barsten. Er werd dan besloten om Lill-Babs te sturen in de plaats van Siw.

### Uitslag
| Plaats | Artiest 1      | Artiest 2      | lied                 | Schrijvers                     | Punten |
| ------ | -------------- | -------------- | -------------------- | ------------------------------ | ------ |
| 1st    | Siw Malmkvist  | Gunnar Wiklund | "April, april"       | Bobbie Ericson, Bo Eneby       | 78     |
| 2nd    | Lill-Babs      | Lars Lönndahl  | "Vårvinter"          | Bobbie Ericson                 | 71     |
| 2nd    | Lars Lönndahl  | Lily Berglund  | "Spela på regnbågen" | Britt Lindeborg                | 71     |
| 4th    | Gunnar Wiklund | Siw Malmkvist  | "Vår i hjärtat"      | Lennart Gröhn                  | 58     |
| 5th    | Lily Berglund  | Lill-Babs      | "Stockholm"          | Bobbie Ericson, Eric Sandström | 57     |

- Artiest 1: Zong met groot orkerst
- Artiest 2: Zong met een klein combo

1958 · 1959 · 1960 · 1961 · 1962 · 1963 · 1964 · 1965 · 1966 · 1967 · 1968 · 1969 · 1970 · 1971 · 1972 · 1973 · 1974 · 1975 · 1976 · 1977 · 1978 · 1979 · 1980 · 1981 · 1982 · 1983 · 1984 · 1985 · 1986 · 1987 · 1988 · 1989 · 1990 · 1991 · 1992 · 1993 · 1994 · 1995 · 1996 · 1997 · 1998 · 1999 · 2000 · 2001 · 2002 · 2003 · 2004 · 2005 · 2006 · 2007 · 2008 · 2009 · 2010 · 2011 · 2012 · 2013 · 2014 · 2015 · 2016 · 2017 · 2018 · 2019 · 2020 · 2021 · 2022 · 2023 · 2024 · 2025